# 子猫拾いました
『子猫拾いました』（こねこひろいました）は原作者よはちによる日本の漫画。元々はネットワーク投稿サイトpixivサイトで2017年2月9日から同年4月20日まで不定期に連載され、のちに無料マンガサイトpixivコミックにて正式に連載されZERO-SUMコミックスより1巻が発売された。

## 物語
ある日の事一人暮らし中の大学生、猫宮敦生の下に突如として彼に訪ねてきた姉の依頼により姪の重音を2週間預かることになる。敦生と無愛想な重音。ギクシャクする二人の関係。しかし敦生の優しさに触れることで重音は徐々にだが歳相応の表情を見せるようになる。

## 登場人物
猫宮敦生（こみやあつき）
本作の主人公、数年ぶりにいきなりたずねて来た姉の依頼のもと渋々ながら童音面倒を見ることとなる。
猫宮重音（こみやかさね）
本作のヒロイン、敦生の姪（姉の一人娘）。父は既に他界し、母に育てられてきた。敦生の優しさに触れ徐々にだが歳相応の表情としぐさを見せるようになる。
敦生の姉
敦生の姉、本名は不明。夫は事故で他界し、人で童音を育ててきた。しかし度重なる仕事の忙しさに限界を感じ父に面倒を見てもらえるよう説得するため父の了承を得るまで童音を敦生に託した。
犬崎くん（いぬさきくん）
敦生の親友

## 書誌情報
- よはち 『子猫拾いました』〈ZERO-SUMコミックス〉、全1巻
  1. 2017年1月25日発売、ISBN 978-4-7580-3156-1